# Kihnu Virve
Virve-Elfriide Köster (nata Haavik, meglio conosciuta come Kihnu Virve; Pärnu, 30 gennaio 1928 – Kihnu, 10 dicembre 2022) è stata una cantante estone; le sue canzoni folk sono tra le musiche popolari più vendute in Estonia.

## Biografia
Virve Köster nacque nel 1928 a Pärnu, in Estonia, la grande città più vicina alla isola di Kihnu, nel Golfo di Riga, dove poi visse per tutta la vita. Come pseudonimo, si faceva chiamare Kihnu Virve.
Virve, che da bambina voleva diventare una ballerina classica e una scrittrice per ragazzi, visse in una capanna di tronchi sulla piccola isola di Kihnu, con circa 500 abitanti, in gran parte donne. Era la cantautrice più famosa dell'isola e uno dei suoi abitanti più famosi.

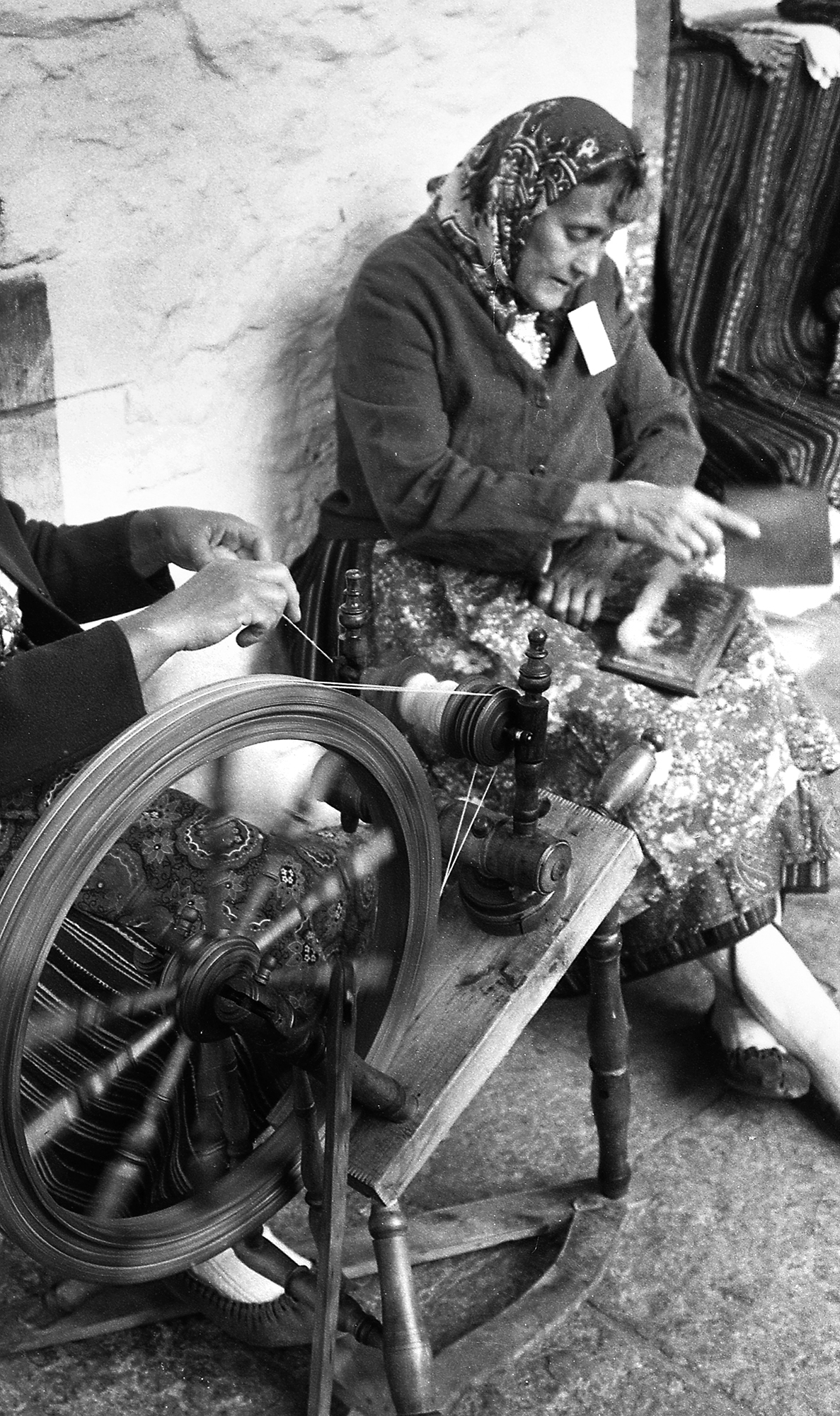
Kihnu Virve nel 1989. Foto: Jaan Künnap

Virve iniziò a scrivere canzoni all'età di 14 anni e ne scrisse oltre 300. Nella sua prima canzone raccontava a sua madre della vendita del pesce sulla terraferma. In seguito, molti anni dopo, Virve fondò il suo ensemble familiare, i "Manija Boys", i cui membri, oltre a lei, erano Urve Uustalu (la figlia), Reena Laos e Raina Kiviselg. Le canzoni spesso attingevano dalla sua vita e dalle sue esperienze, oltre a descrivere lo stile di vita unico dei residenti dell'isola. Stilisticamente, assomigliavano alla musica tradizionale della sua giovinezza negli anni '30-'60. Il suo secondo album fu pubblicato nel 2007 in collaborazione con Olavi Kõrre, con modifiche delle canzoni di Virve.
Nel novembre 2008 visitò Venezia con il suo ensemble di famiglia, i "Manija Boys" e l'artigiano Kihnu Härma Roosi. Un mese più tardi, nel dicembre 2008, partecipò allo show di TV3 "Take it or Leave It", vincendo un centesimo.
Dopo aver scritto ed eseguito musica per la famiglia e gli amici per decenni, Virve si reinventò verso i settant'anni trovando un ampio successo come musicista folk e diventando una delle cantanti folk più vendute in Estonia. Forse la sua canzone più conosciuta fu "Merepidu" ("Banchetto del mare"), portata all'attenzione nazionale per la prima volta attraverso una cover del gruppo folk di Tallinn Kukerpillid.
Virve rimase fisicamente attiva, in particolare facendo paracadutismo all'età di 81 anni nel 2009 e diventando la prima persona di Kihnu a fare un lancio con il paracadute. Girò il paese, spesso esibendosi insieme alla sua famiglia.
Un traghetto Kihnu Veeteed porta il suo nome. Nel 2011 è stata insignita dell'Ordine della Stella Bianca, Quinta Classe, per i suoi contributi culturali.
Virve morì il 10 dicembre 2022, all'età di 94 anni.

## Vita privata
Virve ebbe una figlia, Urve Uustalu.

## Riconoscimenti
- 2008 - Stemma della Contea di Pärnu (canzone popolare Kihnu)
- 2011 – Ordine della Stella Bianca, Classe V[18]

## Opere
- "Songs of Kihnu Virve", compilato da Sirje Roomet, 2006, ISBN 9789985017333
- Kihnu Virve e Olavi Kõrre, "Il cuore è la porta della giovinezza", 2007
- Registrazione del concerto "Mere pidu" fatta al concerto di Pärnu del tour estivo del 2008, 2009
- Kihnu Virve & Family Ensemble - Candle of Life - canzoni sul Natale e l'attesa, 2011